# Nati nel 1959/Settembre
| Questa pagina contiene informazioni ricavate automaticamente dalle voci biografiche con l'ausilio del template Bio e di un bot. L'aggiornamento è periodico e automatico e ricostruisce completamente la pagina. Se manca una persona in questa lista, sei pregato di non aggiungerla, ma accertati piuttosto che la sua voce biografica contenga il template Bio e che i dati anagrafici siano correttamente compilati. Se il template Bio manca, inseriscilo tu stesso o, in alternativa, metti l'avviso {{tmp\|Bio}} che ne segnala la mancanza. Se i dati riportati sono sbagliati, correggi direttamente la voce biografica; le modifiche saranno visibili in questa lista entro pochi giorni. Per chiarimenti vedi il progetto biografie. La lista contiene solo le 299 persone che sono citate nell'enciclopedia e per le quali è stato implementato correttamente il template Bio. Pagina aggiornata al 2 ago 2025. |

- 1º settembre - Luciano Barra Caracciolo, giurista, magistrato e politico italiano
- 1º settembre - Biurrun, ex calciatore brasiliano
- 1º settembre - Dominique Dord, politico francese
- 1º settembre - Mike Duxbury, ex calciatore inglese
- 1º settembre - Lorenzo Ghielmi, organista, clavicembalista e compositore italiano
- 1º settembre - Hutch Jones, ex cestista statunitense
- 1º settembre - Joe Jusko, artista e illustratore statunitense
- 2 settembre - Daniele Filisetti, ex calciatore e dirigente sportivo italiano
- 2 settembre - Glenn Grøtheim, giocatore di bridge norvegese
- 2 settembre - Reinhard Kienast, ex calciatore austriaco
- 2 settembre - Guy Laliberté, imprenditore e filantropo canadese
- 2 settembre - Tetsuya Nakashima, regista e sceneggiatore giapponese
- 2 settembre - Scott Steindorff, produttore cinematografico statunitense
- 2 settembre - Alberto Taraglio, sceneggiatore, regista cinematografico e fumettista italiano
- 2 settembre - César Vega, allenatore di calcio e ex calciatore uruguaiano
- 2 settembre - Juraj Žuffa, ex cestista e allenatore di pallacanestro cecoslovacco
- 3 settembre - Marco Baldini, conduttore radiofonico e personaggio televisivo italiano
- 3 settembre - Merritt Butrick, attore statunitense († 1989)
- 3 settembre - José Carlos Chaves, ex calciatore costaricano
- 3 settembre - Myroslav Ivanovyč Dočynec', scrittore e giornalista ucraino
- 3 settembre - Bernard Anthony Hebda, arcivescovo cattolico statunitense
- 3 settembre - Teresa Kępka, cestista polacca († 2012)
- 3 settembre - Andrew Lawrence-King, arpista britannico
- 3 settembre - Maurizio Salabelle, scrittore italiano († 2003)
- 3 settembre - Greg Theberge, ex hockeista su ghiaccio canadese
- 3 settembre - Ronny Van Holen, ex ciclista su strada belga
- 4 settembre - Fernando Álvez, ex calciatore e allenatore di calcio uruguaiano
- 4 settembre - Graham Dawe, ex rugbista a 15 e allenatore di rugby a 15 britannico
- 4 settembre - Robbie Deans, ex rugbista a 15 e allenatore di rugby a 15 neozelandese
- 4 settembre - Fabrizio Falconi, giornalista e scrittore italiano
- 4 settembre - Domiziana Giordano, attrice e artista italiana
- 4 settembre - Armin Kogler, ex saltatore con gli sci austriaco
- 4 settembre - Eduardo Lara, allenatore di calcio colombiano
- 4 settembre - Arsenio Luzardo, ex calciatore uruguaiano
- 4 settembre - Giovanni Marras, politico italiano
- 5 settembre - Carlo Fuortes, dirigente pubblico italiano
- 5 settembre - Patrizio Parrini, ex tennista italiano
- 5 settembre - Waldemar Pawlak, politico polacco
- 5 settembre - André Phillips, ex ostacolista statunitense
- 5 settembre - Mike Ruddock, ex rugbista a 15 e allenatore di rugby britannico
- 5 settembre - Graham Yost, sceneggiatore canadese
- 6 settembre - Steinar Aulie, ex calciatore norvegese
- 6 settembre - Coumba Dickel Diawara, ex cestista senegalese
- 6 settembre - Miodrag Krivokapić, allenatore di calcio e ex calciatore montenegrino
- 6 settembre - Dabula Anthony Mpako, arcivescovo cattolico sudafricano
- 6 settembre - Paul Roland, cantautore, giornalista e scrittore britannico
- 6 settembre - Rosette, attrice francese
- 6 settembre - Brunella Selo, cantante e musicista italiana
- 6 settembre - Gaetano Varcasia, attore, doppiatore e regista teatrale italiano († 2014)
- 6 settembre - Luigi Zonghi, schermidore italiano († 2023)
- 7 settembre - Isabelle Borg, artista maltese († 2010)
- 7 settembre - Guido Cappellini, pilota motonautico italiano
- 7 settembre - Domingo Cáceres, ex calciatore uruguaiano
- 7 settembre - Marco Franzelli, giornalista, conduttore televisivo e telecronista sportivo italiano
- 7 settembre - Alfreð Gíslason, ex pallamanista e allenatore di pallamano islandese
- 7 settembre - Toshihiko Okimune, ex calciatore giapponese
- 7 settembre - Thierry Peponnet, ex velista francese
- 7 settembre - James Schamus, sceneggiatore, produttore cinematografico e regista statunitense
- 7 settembre - Ray Stewart, allenatore di calcio e ex calciatore scozzese
- 7 settembre - Drew Weissman, medico statunitense
- 8 settembre - Marco Bertolotto, politico italiano
- 8 settembre - Riccardo Budoni, ex calciatore, ex giocatore di calcio a 5 e allenatore di calcio a 5 italiano
- 8 settembre - Mark Heeley, ex calciatore inglese
- 8 settembre - Kerry Kennedy, scrittrice e attivista statunitense
- 8 settembre - Loni Klettl, ex sciatrice alpina canadese
- 8 settembre - Marco Mario Milanese, politico italiano
- 8 settembre - Marcello Mustè, storico della filosofia e filosofo italiano
- 8 settembre - Doug Scarratt, chitarrista britannico
- 8 settembre - Luigi Schiavone, chitarrista, compositore e arrangiatore italiano
- 8 settembre - Saeko Shimazu, attrice e doppiatrice giapponese
- 8 settembre - Larry Spriggs, ex cestista statunitense
- 8 settembre - Mauro Suttora, giornalista e saggista italiano
- 8 settembre - Willie Williams, designer britannico
- 9 settembre - Luca Blasetti, ex cestista italiano
- 9 settembre - Ali Bujsaim, ex arbitro di calcio emiratino
- 9 settembre - Matti Rönkä, scrittore e giornalista finlandese
- 9 settembre - Éric Serra, compositore francese
- 9 settembre - Brent Stait, attore canadese
- 9 settembre - Stanko Subotić, imprenditore e dirigente d'azienda serbo
- 9 settembre - Laurent Vial, ex ciclista su strada svizzero
- 10 settembre - Sue Geh, cestista australiana († 1998)
- 10 settembre - Jason Grimes, ex velocista e lunghista statunitense
- 10 settembre - Jim Meskimen, attore e doppiatore statunitense
- 10 settembre - Stacey Nelkin, attrice statunitense
- 10 settembre - Philippe Pugnat, ex sciatore alpino francese
- 10 settembre - Agustín Rodríguez, ex calciatore spagnolo
- 10 settembre - Fritz Schmid, allenatore di calcio svizzero
- 10 settembre - Derek Sikua, politico salomonese
- 11 settembre - Bert Anciaux, politico belga
- 11 settembre - Andre Dubus III, scrittore statunitense
- 11 settembre - Giuseppe Erba, ex calciatore italiano
- 11 settembre - John Hawkes, attore statunitense
- 11 settembre - Jeff McBride, illusionista statunitense
- 11 settembre - Elfino Mortati, ex terrorista italiano
- 12 settembre - Scott Brown, politico e avvocato statunitense
- 12 settembre - Ben Chandler, politico e avvocato statunitense
- 12 settembre - Deron Cherry, ex giocatore di football americano statunitense
- 12 settembre - Brad Dalton, ex cestista australiano
- 12 settembre - Laura Fedele, cantautrice e pianista italiana
- 12 settembre - Sigmar Gabriel, politico tedesco
- 12 settembre - Ion Geantă, canoista rumeno († 2019)
- 12 settembre - Hisashi Kaneko, ex calciatore giapponese
- 12 settembre - Ercan Kesal, attore, regista e sceneggiatore turco
- 12 settembre - Ferdinando Nicoletti, medico e farmacologo italiano
- 12 settembre - Fernando Orsi, allenatore di calcio e ex calciatore italiano
- 12 settembre - Algimantas Šalna, biatleta lituano
- 13 settembre - Eber Bueno, ex calciatore uruguaiano
- 13 settembre - Henrique Valmir da Conceição, allenatore di calcio e ex calciatore brasiliano
- 13 settembre - Paola Fantato, arciera italiana
- 13 settembre - Billy Jackson, ex giocatore di football americano statunitense
- 13 settembre - Kathy Johnson, ex ginnasta statunitense
- 13 settembre - Emanuela Lorenzon, ex ciclista su strada italiana
- 13 settembre - Marino Magrin, ex calciatore italiano
- 13 settembre - Luciano Marchitiello, doppiatore italiano
- 13 settembre - Ralph Northam, politico e medico statunitense
- 13 settembre - Ed Sherod, ex cestista statunitense
- 13 settembre - Achille Superbi, disegnatore italiano
- 13 settembre - Nick Vallelonga, attore, regista e produttore cinematografico statunitense
- 13 settembre - Chuck Wright, bassista statunitense
- 14 settembre - Kirk Baltz, attore e doppiatore statunitense
- 14 settembre - Gary Cady, attore britannico
- 14 settembre - Keith Gary, ex giocatore di football americano statunitense
- 14 settembre - Ashlyn Gere, attrice e attrice pornografica statunitense
- 14 settembre - François Grin, economista svizzero
- 14 settembre - Morten Harket, cantante, musicista e compositore norvegese
- 14 settembre - Ferenc Hegedűs, ex schermidore ungherese
- 14 settembre - Mike Hunter, pugile statunitense († 2006)
- 14 settembre - Aleksandr Karavajev, ex cestista estone
- 14 settembre - Haviland Morris, attrice statunitense
- 14 settembre - Nicodemo Parrilla, medico e politico italiano
- 14 settembre - Finn Poncin, attore e doppiatore olandese
- 14 settembre - Hans Richter, calciatore tedesco orientale († 2023)
- 14 settembre - Ênio Ângelo Vecchi, allenatore di pallacanestro brasiliano
- 15 settembre - Sami Al-Hashash, ex calciatore kuwaitiano
- 15 settembre - Kevin Allen, attore, regista e sceneggiatore britannico
- 15 settembre - Anna Di Francisca, regista e sceneggiatrice italiana
- 15 settembre - Andreas Eschbach, scrittore tedesco
- 15 settembre - Bodo Ferl, bobbista tedesco
- 15 settembre - Steffen Grummt, bobbista tedesco
- 15 settembre - Salomón Jara Cruz, politico messicano
- 15 settembre - Mark Kirk, politico statunitense
- 15 settembre - Yuki Kitazume, attore e cantante giapponese
- 15 settembre - Ivar Mobekk, ex saltatore con gli sci norvegese
- 15 settembre - Mike Reiss, sceneggiatore e produttore televisivo statunitense
- 15 settembre - José Luis Salcedo Nieto, ex calciatore spagnolo
- 15 settembre - Catherine Suire, ex tennista francese
- 15 settembre - Derek Tarr, ex tennista sudafricano
- 15 settembre - Michael Wilson, ex cestista statunitense
- 16 settembre - Carles Duarte i Montserrat, poeta, linguista e traduttore spagnolo
- 16 settembre - Maurizio Fantoni Minnella, scrittore, saggista e critico cinematografico italiano
- 16 settembre - Antonio Maria Gabellone, politico italiano
- 16 settembre - Tim Raines, ex giocatore di baseball statunitense
- 17 settembre - Lester Conner, ex cestista e allenatore di pallacanestro statunitense
- 17 settembre - Florentin Crihălmeanu, vescovo cattolico rumeno († 2021)
- 17 settembre - Flavio Delbono, politico e economista italiano
- 17 settembre - Will Gregory, produttore discografico e musicista britannico
- 17 settembre - René Marsiglia, allenatore di calcio, dirigente sportivo e calciatore francese († 2016)
- 17 settembre - René Ridderhof, ex cestista olandese
- 17 settembre - Federico Salvatore, cantautore e cabarettista italiano († 2023)
- 17 settembre - Alan Walker, allenatore di calcio e ex calciatore inglese
- 18 settembre - Ian Arkwright, ex calciatore inglese
- 18 settembre - Boris Bakal, saggista, regista e attore croato
- 18 settembre - Chip Banks, ex giocatore di football americano statunitense
- 18 settembre - Marco Biraghi, storico dell'architettura italiano
- 18 settembre - Ian Bridge, allenatore di calcio e ex calciatore canadese
- 18 settembre - Sergio Messina, musicista, produttore discografico e autore televisivo italiano
- 18 settembre - Mark Romanek, regista, sceneggiatore e produttore cinematografico statunitense
- 18 settembre - Ryne Sandberg, giocatore di baseball e allenatore di baseball statunitense († 2025)
- 18 settembre - Mark Vander Poel, ex giocatore di football americano statunitense
- 18 settembre - Gilles Veissière, ex arbitro di calcio francese
- 18 settembre - Terence Westley, allenatore di calcio inglese
- 18 settembre - Wu Shude, ex sollevatore cinese
- 19 settembre - Marc Andrieu, ex rugbista a 15, allenatore di rugby a 15 e dirigente sportivo francese
- 19 settembre - Brendan DuBois, scrittore statunitense
- 19 settembre - Gerson Victalino, cestista brasiliano († 2020)
- 19 settembre - Ken Green, ex cestista statunitense
- 19 settembre - Mark Gustafson, animatore e regista statunitense († 2024)
- 19 settembre - Marshall Jefferson, produttore discografico e disc jockey statunitense
- 19 settembre - Carolyn McCormick, attrice statunitense
- 19 settembre - Diego Ormaechea, allenatore di rugby a 15 e ex rugbista a 15 uruguaiano
- 19 settembre - Giancarlo Siani, giornalista italiano († 1985)
- 19 settembre - Giusto Traina, storico italiano
- 19 settembre - Jean-Jacques Urvoas, giurista e politico francese
- 19 settembre - Alexandru Vinereanu, ex cestista rumeno
- 20 settembre - Joseph Alessi, trombonista e insegnante statunitense
- 20 settembre - Paolo Azzi, ex schermidore e dirigente sportivo italiano
- 20 settembre - Felice Cimatti, filosofo italiano
- 20 settembre - José Milton Melgar, ex calciatore boliviano
- 20 settembre - Maribel Ripoll, attrice spagnola
- 20 settembre - Lesley Thompson, canottiera canadese
- 21 settembre - Crin Antonescu, politico rumeno
- 21 settembre - Andrzej Buncol, ex calciatore polacco
- 21 settembre - Dave Coulier, attore e comico statunitense
- 21 settembre - Enrique Figaredo Alvargonzález, presbitero e missionario spagnolo
- 21 settembre - Raúl García, ex calciatore peruviano
- 21 settembre - Vittorio Rizzi, prefetto, poliziotto e dirigente pubblico italiano
- 21 settembre - Angela Vettese, critica d'arte italiana
- 22 settembre - Tai Babilonia, ex pattinatrice artistica su ghiaccio statunitense
- 22 settembre - Bob Crable, ex giocatore di football americano statunitense
- 22 settembre - Giovanni Dima, politico italiano
- 22 settembre - Mohammed Dionne, politico senegalese († 2024)
- 22 settembre - James Gabarra, allenatore di calcio, ex calciatore e ex giocatore di calcio a 5 statunitense
- 22 settembre - Luca Mazzieri, regista e sceneggiatore italiano
- 22 settembre - Mark Patton, attore statunitense
- 22 settembre - Saul Perlmutter, fisico statunitense
- 22 settembre - Douglas Pierrotti, allenatore di calcio a 5 e ex giocatore di calcio a 5 brasiliano
- 22 settembre - Andrija Popović, ex pallanuotista e politico montenegrino
- 22 settembre - Johan Renvall, ballerino e coreografo svedese († 2015)
- 22 settembre - Andreas Schmidt, ex nuotatore tedesco
- 22 settembre - Rodolfo Giuliano Viola, politico italiano
- 23 settembre - Jason Alexander, attore e regista teatrale statunitense
- 23 settembre - Tinì Cansino, showgirl, attrice e opinionista greca
- 23 settembre - Mauro Fabi, giornalista, scrittore e poeta italiano
- 23 settembre - Kamui Fujiwara, fumettista e character designer giapponese
- 23 settembre - Andrea Fusco, conduttore televisivo, telecronista sportivo e giornalista italiano
- 23 settembre - Hortência de Fátima Marcari, ex cestista brasiliana
- 23 settembre - Andrea Orsini, politico italiano
- 23 settembre - Elizabeth Peña, attrice statunitense († 2014)
- 23 settembre - Luigi Piccioni, storico italiano
- 23 settembre - Fernando Romay, ex cestista e ex giocatore di football americano spagnolo
- 24 settembre - Michele Prospero, filosofo italiano
- 24 settembre - Silvano Riccò, ex ciclista su strada italiano
- 24 settembre - Els Vader, velocista olandese († 2021)
- 24 settembre - Steve Whitmire, doppiatore statunitense
- 24 settembre - Simonetta Zauli, conduttrice radiofonica e conduttrice televisiva italiana († 2017)
- 24 settembre - Sandro Zemolin, fumettista italiano
- 25 settembre - Eduardo Acevedo, allenatore di calcio e ex calciatore uruguaiano
- 25 settembre - Gianluca Arcopinto, produttore cinematografico italiano
- 25 settembre - Aube, musicista giapponese († 2013)
- 25 settembre - Kai Erik Herlovsen, ex calciatore norvegese
- 25 settembre - Béla Melis, calciatore ungherese († 2024)
- 25 settembre - Norberto Quiroga, ex sciatore alpino argentino
- 25 settembre - Peter Zhelder, attore e doppiatore danese
- 26 settembre - Walter Abercrombie, ex giocatore di football americano statunitense
- 26 settembre - Oscar Omar Aparicio Céspedes, arcivescovo cattolico boliviano
- 26 settembre - Virginia Astley, cantautrice e compositrice britannica
- 26 settembre - Alessandro Banfi, giornalista, autore televisivo e conduttore televisivo italiano
- 26 settembre - Riccardo Blumer, architetto e designer svizzero
- 26 settembre - Gioacchino Bonsignore, giornalista italiano
- 26 settembre - Susanna Codognato, scenografa italiana
- 26 settembre - Antonio Cornacchione, comico, cabarettista e attore italiano
- 26 settembre - Il'ja Valer'evič Kormil'cev, cantante e chitarrista russo († 2007)
- 26 settembre - Jörg Luther, giurista tedesco († 2020)
- 26 settembre - Allison McNeill, allenatrice di pallacanestro canadese
- 26 settembre - Stefania Nardini, scrittrice e giornalista italiana
- 26 settembre - Philippe Oddo, banchiere francese
- 26 settembre - Graziano Romani, cantautore italiano
- 26 settembre - Sergio Virtù, criminale italiano
- 27 settembre - Stephen Caffrey, attore statunitense
- 27 settembre - Beth Heiden, ex pattinatrice di velocità su ghiaccio, ex ciclista su strada e ex fondista statunitense
- 27 settembre - Mark Inglis, alpinista e ex paraciclista neozelandese
- 27 settembre - Robert Juričko, ex calciatore jugoslavo
- 27 settembre - Giacomo Portas, politico italiano
- 27 settembre - Guido Rumici, storico e saggista italiano
- 27 settembre - Belen Thomas, cantante e compositrice italiana
- 28 settembre - Dīmītrīs Agas, ex calciatore cipriota
- 28 settembre - Orazio Ciliberti, politico e magistrato italiano
- 28 settembre - Curt Clawson, politico statunitense
- 28 settembre - Gigio D'Ambrosio, conduttore radiofonico italiano
- 28 settembre - Ron Fellows, ex pilota automobilistico canadese
- 28 settembre - Efraín Herrera, ex calciatore messicano
- 28 settembre - Steve Hytner, attore statunitense
- 28 settembre - Winona LaDuke, attivista, saggista e economista statunitense
- 28 settembre - Laurent Petitgand, compositore, polistrumentista e cantante francese
- 28 settembre - Michael Scott, scrittore irlandese
- 28 settembre - Giselda Volodi, attrice, drammaturga e regista teatrale italiana
- 28 settembre - Mitchell Wiggins, cestista e allenatore di pallacanestro statunitense († 2024)
- 29 settembre - Maurizio Bartocci, allenatore di pallacanestro italiano
- 29 settembre - Carlos Cardús, pilota motociclistico spagnolo
- 29 settembre - Philippe Caroit, attore francese
- 29 settembre - Jon Fosse, scrittore e drammaturgo norvegese
- 29 settembre - Silvano Furli, sciatore alpino italiano († 2007)
- 29 settembre - Leslie Graves, attrice statunitense († 1995)
- 29 settembre - Lee Kil-yong, calciatore sudcoreano († 2003)
- 29 settembre - Nadia Desdemona Lioce, terrorista italiana
- 29 settembre - Scott MacDonald, attore e doppiatore statunitense
- 29 settembre - Giovanna Pasello, ex tiratrice a volo italiana
- 29 settembre - Paulinho Cascavel, ex calciatore brasiliano
- 29 settembre - Siegfried Reich, ex calciatore tedesco
- 29 settembre - Raf, cantautore italiano
- 29 settembre - Alberto Rosso, generale italiano
- 29 settembre - Gerhard Steinkogler, ex calciatore austriaco
- 29 settembre - Zhang Hui, ex cestista cinese
- 30 settembre - Miguel Barbosa Huerta, politico e avvocato messicano († 2022)
- 30 settembre - Mario Bombardieri, doppiatore italiano
- 30 settembre - Xiomara Castro, politica honduregna
- 30 settembre - Panikos Chatzīloïzou, ex calciatore cipriota
- 30 settembre - Ortensia De Francesco, costumista italiana
- 30 settembre - Giorgio Duboin, giocatore di bridge italiano
- 30 settembre - Debrah Farentino, attrice, produttrice televisiva e ex modella statunitense
- 30 settembre - Hilde Heltberg, cantante norvegese († 2011)
- 30 settembre - José Luis Laguía, ex ciclista su strada spagnolo
- 30 settembre - Tiziana Merletti, religiosa italiana
- 30 settembre - Ettore Messina, allenatore di pallacanestro italiano
- 30 settembre - Daniel Morón, ex calciatore cileno
- 30 settembre - Vladimir Murav'ëv, ex velocista sovietico
- 30 settembre - Felipe Revelez, ex calciatore uruguaiano
- 30 settembre - Francisco Javier Toledo, calciatore honduregno († 2006)
- 30 settembre - Jana Šoltýsová, ex sciatrice alpina slovacca